# 16036 Moroz
16036 Moroz (1999 GV8) là một tiểu hành tinh vành đai chính that was được phát hiện ngày 10 tháng 4 năm 1999 by Đài thiên văn Lowell Near-Earth Object Search ở Trạm Anderson Mesa.